# The Talisman Ring
The Talisman Ring es una novela romántica histórica escrita por Georgette Heyer, publicada por vez primera en 1936. Ambientada en 1793, en la época georgiana, la acción tiene lugar en Sussex, donde Heyer vivía entonces.
Como otras novelas tempranas de Heyer, incluyendo Regency Buck (1935) y The Corinthian (1940), The Talisman Ring mezcla los géneros de comedia romántica y suspenso. Jane Aiken Hodge lo describe como una "comedia neta" y "muy próxima a una historia de detextives en traje de época". Al contraponer una pareja joven y otra más mayor, la novela es antecedente de muchas obras posteriores de Heyer, como Frederica (1965). The Talisman Ring es también la primera de las novelas de Heyer que presentan personajes de los Bow Street Runners.

## Resumen de la trama
En su lecho de muerte, el barón Lavenham arregla un matrimonio entre su sobrino-nieto, Sir Tristram Shield, y su joven nieta francesa, Eustacie de Vauban. Su nieto y heredero, Ludovic, ha huido al Continente, después de haber -supuestamente- asesinado a un hombre al disputar sobre una valiosa herencia, el anillo talismán. La romántica Eustacie, afectada por el flemático carácter de su prometido, se escapa y pronto encuentra a un contrabandista, quien resulta ser su primo Ludovic. Los dos se refugian en una posada local, después de que Ludovic resultara herido al escapar de los excisemen. Allí encuentran a una mujer de más edad, Miss Sarah Thane, quien se compromete a ayudarlos.
Después de encontrar sus alforjas y a los excisemen que seguían a los contrabandistas sobre el rastro de sangre de la herida de Ludovic, Tristram decide seguirlos bajo la impresión de que Eustacie tuvo problemas con los contrabandistas. En el hotel, en contra de los esfuerzos de Sarah Thane, dirige a los excisemen contra Eustacie y Ludovic. Tristram lo reconoce, pero hace que los otros piensen que es uno de los hijos bastardos de Lord Sylvester, debido al gran parecido y para gran disgusto del implicado. Cuando se marchan, examina las manos de Ludovic y decide que es inocente pues no lleva puesto el anillo. Junto con Sarah Thane, ahora un cómplice leal y que ha decidido ser chaperona de Eustacie, llegan a la conclusión de que el asesino no es otro que Basil y trazan un plan para entrar en su casa, la Dower House.
En los días siguientes, Tristram hace correr la voz de que Eustacie se escapó para encontrarse con Sarah Thane a quien había conocido en París para suavizar la onda expansiva de su escapada. Se concluye que Eustacie estará con Sarah, para proteger a Ludovic, y así Basil la visita allí. A lo largo de la discusión Eustacie pretende que, por razones arquitectónicas a Sarah le gustaría mucho visitar la Dower House y Basil los invita a los dos allí. Acuden y después de un rato se les une Tristram a quien Basil "envía" para mostrar a Miss Thane la casa cuando Eustacie le pide hablar en privado. Se marchan sin encontrar evidencia alguna del anillo pero el mayordomo, al verlos golpear los paneles de la casa, comparte eso con Basil quien entiende entonces lo que saben. Recordando que su mayordomo ha hablado con los Excisemen le pide la aparición del "bastardo" y dándose cuenta de quien es llama a los Bow Street Runners.
Los residentes de la posada Red Lion se libran de ellos después de hacerlos creer que Sarah es Ludovic disfrazado con ropas de mujer y profesando indulgencia sobre su error. Basil entonces idea una trampa anunciando que se va a Londres. Al oír esto, Ludovic intenta, contra todo consejo, entrar en la casa y escapa más adelante con la ayuda de Tristram, llamado por Miss Thane. Lo siguiente que intenta Basil es entrar a la posada y matar a Ludovic pero se ve detenido por sir Hugh, y en la lucha,, él pierde un monóculo tipo quizzing glass. La siguiente mañana Sir Tristram se da cuenta de que el monóculo es bastante desproporcionado y después de varios intentos él encuentra el anillo en pozo. A la mañana siguiente llama a los Bow Street Runners y tiende una trampa a Basil quien, mientras intenta escapar, golpea a Miss Thane en la sien. Se despierta y encuentra a Tristram cuidándola, y se disgusta bastante cuando él le hace una proposición en su estado, aunque ella confiesa más adelante que "¡Hace ya diez días y medio que pretendía casarme contigo!".

## Personajes
Sir Tristram Shield – Sobrino-nieto de Sylvester, Lord Lavenham, primo de Basil, Ludovic Lavenham y Eustacie de Vauban.
Un conocedor de artesanía refinada y coleccionista de obras de arte, llaman a Sir Tristram a Lavenham Court sólo para ser informado de que se espera de él que se case con su prima Eustacie de Vauban en el lugar de Ludovic Lavenham. La idea no lo complace, pues ella es muy soñadora y romántica para su gusto. Él es uno de los sospechosos del asesinato de Sir Matthew Plunkett, teniendo como móvil añadir el anillo talismán a su colección. Sin embargo, aunque no es un hombre romántico, habiendo pasado con 31 años de la edad de las ensoñaciones románticas, se ve implicado en el misterio y la responsabilidad de proteger a Ludovic Lavenham de arrestos. Suya es la voz de la razón que controla los vuelos de la imaginación y los planes absurdos de Eustacie, Ludovic y Sarah Thane, pero en modo alguno ejerce una influencia atrofiante, estando tan interesado como el resto en limpiar el nombre de Ludovic tras el descubrimiento de que no tiene el anillo talismán consigo (y por lo tanto, no puede ser el asesino de Plunkett)
Miss Sarah Thane – Hermana de Sir Hugh Thane. Una de las más llamativas primeras heroínas de Heyer, Sarah Thane es una dama encantadoramente perversa y de muy buen humor, 28 años de edad y que escandaliza a quien la conoce al acompañar a su hermano en sus viajes, y en años recientes, dejando atrás a su chaperona. Mujer muy franca, a la que probablemente nada de lo que la vida le lance le pueda sorprender, es bastante capaz de cuidar por sí misma, y mezcla una imaginación increíblemente romántica con buen sentido comúnh y encantadora sensibilidad. Cuando Eustacie de Vauban lleva al herido Ludovic Lavenham al Red Lion, Sarah Thane queda encantada de tomar parte en esta excitante aventura que le sale al paso. Bien consciente de sus propias deficiencias, y un gran talento para actuar como si ella fuera perfectamente tonta, es un perfecto contendiente para Sir Tristram desde el mismo momento en que se encuentran. A pesar de ser, en sus propias palabras, "una criatura sin ninguna importancia", ella es, por el contrario, un personaje muy importante y antecedente de heroínas posteriores de Heyer como Abigail Wendover (Black Sheep) y Hester Theale (Sprig Muslin).
Mademoiselle Eustacie de Vauban – Nieta de Sylvester, Lord Lavenham, prima de Sir Tristram Shield, Basil y Ludovic Lavenham. Inmediatamente surgen comparaciones con Léonie de Saint Vire de These Old Shades, aunque no tienen en común poco más que la ascendencia francesa, juventud y una volatilidad similar. Eustacie, la bella heroína de pelo oscuro, tiene una mente más romántica y está menos sedienta de sangre. Disgustada por la idea de estar casada con el nada romántico Sir Tristram Shield, se escapa y cae en manos de Ludovic Lavenham, el endiablado primo que tanto la ha intrigado y fascinado. Su apetito por la aventura se ve satisfecha con la excitación de mantenerlo alejado de las manos de los Bow Street Runners y los Excisemen, y de ayudar a probar su inocencia. Quizá más cercana en carácter a Amanda Smith en Sprig Muslin, establece el molde para muchas de las jóvenes bellezas de Heyer, románticas y poco realistas como Lady Letitia Merion en April Lady y Miss Tiffany Wield en The Nonesuch, aunque ella no es ni tan fastidiosa o irracional como una de esas dos.
Ludovic Laverham – Nieto de Sylvester, Lord Lavenham, primo de Basil Lavenham, Sir Tristram Shield y Eustacie de Vauban. Acusado de asesinar a Sir Matthew Plunkett por privarle de un anillo talismán que es herencia suya y que se le ganó en un juego amañado, Ludovic Lavenham huyó del país hace dos años antes del período del libro con la asistencia de su abuelo y primo Tristram. Desde entonces, se ha dedicado al "comercio libre" y contrabando, usando la posada The Red Lion como cuartel general. Cuando Eustacie de Vauban se escapa de casa y cae en sus manos, pone en marcha una serie de acontecimientos a lo largo de los cuales le pegan un tiro, tiene que evadir a los Bow Street Runners mientras está inválido, y prueba su inocencia en el asesinato de Sir Matthew con la ayuda de Eustacie, Sir Hugh y Sarah Thane y Sir Tristram. Aunque es algo así como un calavera incorregible, Ludovic es un personaje muy romántico que fascina a Eustacie, y sean cuales sean sus defectos, no es ningún villano brutal. Su caballerosidad al impedir que Ned Bundy mate a Eustacie desde el principio, su valentía y cierto espíritu temerario hacen de ella un tipo bastante despreocupado pero es un ejemplo típico de un héroe romántico tratado de manera injusta con un nombre que tiene que limpiar, un papel que es parecido al de Jack Carstares en la primera novela de Heyer, The Black Moth.
Lavenham, Basil. "Beau Lavenham" – Sobrino nieto de Lord Sylvester Lavenham, primo de Eustacie de Vauban, Ludovic Lavenham y Sir Tristram Shield. Basil Lavenham, un típico dandi con chalecos a rayas color amapola y abrigos de seda a topos; no lo aprecian especialmente ninguno de sus parientes. Es un hombre absolutamente exquisito, compuesto de delicados amaneramientos y elegancia en el vestir; con un estilo lánguido y una voz suave. Uno de los pretendientes de Eustacie de Vauban, a ella no le gusta en absoluto. A pesar de su aparente ineficacia, sin embargo, Beau Lavenham es un hombre taimado capaz de casi cualquier cosa.
Sylvester Laverham – Abuelo de Ludovic Lavenham y Eustacie de Vauban, tío-abuelo de Sir Tristram Shield y Basil Lavenham. Hombre de ochenta años que está en su lecho de muerte al principio de la novela, Sylvester fue un calavera en su época, pero ahora es un viejo frágil y parlanchín que aún insiste en ser empelucado a pesar de encontrarse inválido. También ha rechazado quedarse quieto esperando a morir, habiendo llamado a Sir Tristram Shield para que se case con su sobrina-nieta Eustacie. En el último momento, habiendo prohibido que se pronuncie el nombre de su nieto en la casa, Sylvester tiene dudas sobre la culpa de Ludovic Lavenham. La nota más característica de su personaje es que es claramente apropiado que sus últimas palabras sean soltar un vulgar taco a su médico.
Sir Hugh Thane – Hermano de Sarah Thane. Un juez de paz, decide quedarse en el Red Lion camino de Londres debido a la excelencia de su brandy objeto de contrabando. Es un caballero plácido, afable en el trato, que a menudo viaja por Europa con su hermana Sarah. Debido a que tiene un intenso resfriado. Él y Sarah se ven obligados a prolongar su estancia en el Red Lion, y esto le permite ser un obstáculo para los Bow Street Runners y una gran ayuda en los esfuerzos por demostrar la inocencia de Ludovic Lavenham. Sus conexiones con los Bow Street y los tribunales de justicia no hacen de él un estricto adherente a la ley, y aprueba implícitamente el contrabando. Aunque afirma que les dirá la verdad, también insiste en que nadie se lo preguntó.
Sir Matthew John Pluckett – La persona que ganó el precioso anillo a Ludovic Lavenham en un juego amañado, y más adelante disparado, crimen del que Ludovic Lavenham es acusado. es su asesinato que forma el misterio del libro.